# SpaceX CRS-7
SpaceX CRS-7 eller SpX-7 var en flygning av företaget SpaceX:s rymdfarkost Dragon. Farkosten sköts upp med en Falcon 9-raket. Planen var att farkosten skulle docka med Internationella rymdstationen.
2 minuter och 19 sekunder efter starten exploderade raketen. Det var Falcon 9:s första totalhaveri på 19 flygningar.
Efter att Falcon 9-raketens första steg gjort sitt jobb var det tänkt att man skulle göra ett nytt försök att landa det på en pråm ute på Atlanten. Men eftersom raketen exploderade blev det inget av det.
I lasten fanns bland annat en International Docking Adapter.

## Efterspel
Den 20 juli 2015 meddelade SpaceX att materialet som håller fast heliumtankar i raketens syretankar inte klarat de påfrestningar de var designade för och att det troligen var källan till haveriet.